# ダスティン・ファウラー
ダスティン・ライアン・ファウラー (Dustin Ryan Fowler, 1994年12月29日 - ）は、アメリカ合衆国ジョージア州ローレンス郡キャドウェル出身のプロ野球選手（外野手）。左投左打。現在は、フリーエージェント（FA）。

## 経歴

### プロ入りとヤンキース時代

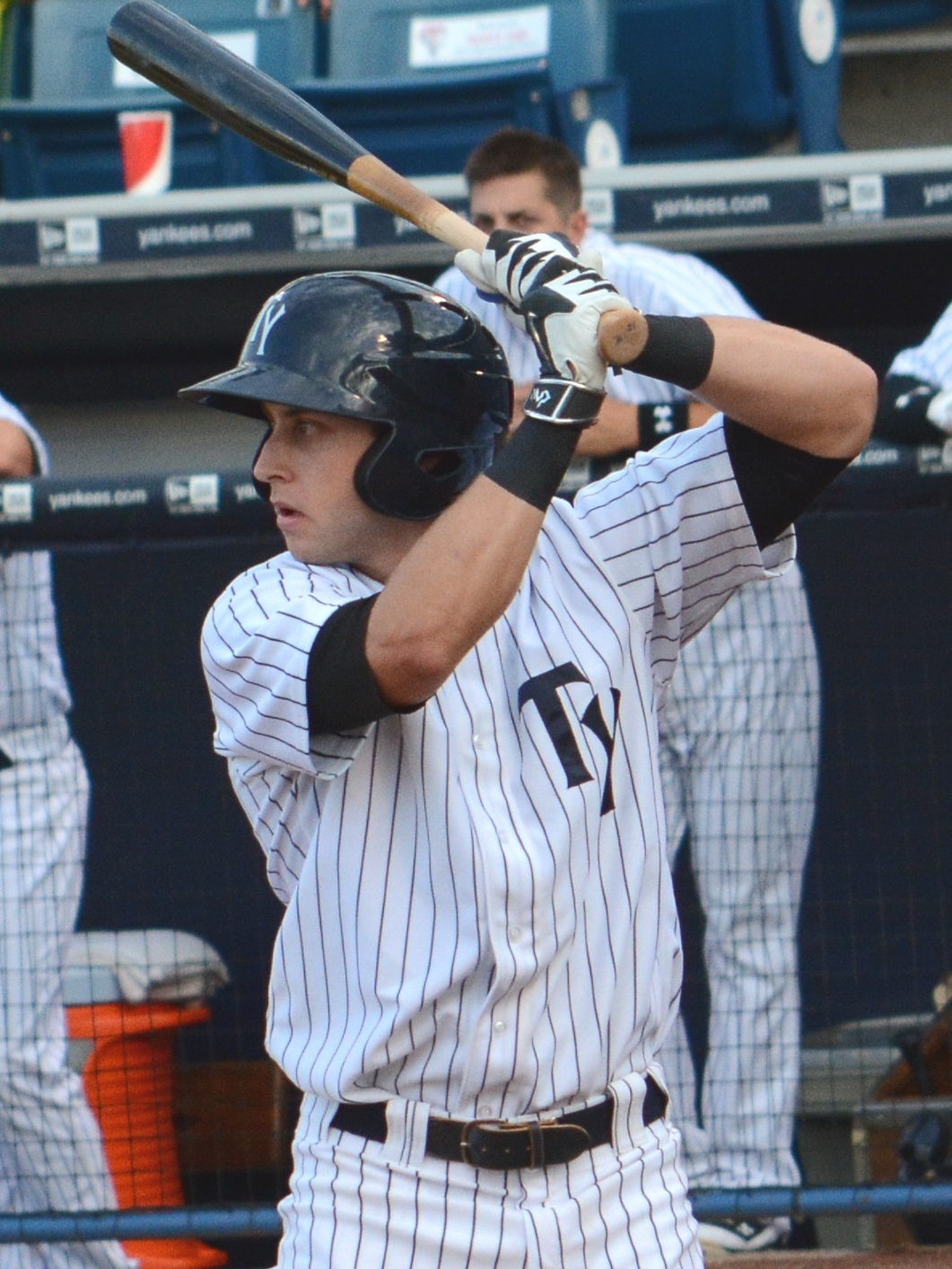
A級タンパ・ヤンキース時代
（2015年7月16日）

ジョージア州ローレンス郡デクスターのウェスト・ローレンス高等学校出身。2013年のMLBドラフト18巡目（全体554位）でニューヨーク・ヤンキースから指名され、プロ入り 。契約後、ルーキー級ガルフ・コーストリーグ・ヤンキースでプロデビューした。
2014年はA級チャールストン・リバードッグス 、2015年はA級チャールストンとA+級タンパ・ヤンキースに所属した。2015年のシーズン終了後はアリゾナ・フォールリーグに参加し、サプライズ・サグアロスに所属した。
2016年はメジャーのスプリングトレーニングに招待選手として参加し、この年のシーズンはAA級トレントン・サンダーに所属した 。
2017年もメジャーのスプリングトレーニングに招待選手として参加した。開幕時はAAA級スクラントン・ウィルクスバリ・レイルライダースに配属されたが、6月29日にメジャー契約を結んでアクティブ・ロースター入りし、当日のシカゴ・ホワイトソックス戦に6番右翼手で先発出場したが、1回裏の守備で負傷して交代し、右膝蓋腱断裂と診断され当日に手術を受け、翌30日に10日間の故障者リスト入り、7月1日に60日間の故障者リスト入りとなった。

### アスレチックス時代
2017年7月31日にソニー・グレイとのトレードで、ジェームズ・カプリーリアン、ホルヘ・マテオと共にオークランド・アスレチックスへ移籍した。
2021年2月22日にトレバー・ローゼンタールの加入に伴い、DFAとなった。

### パイレーツ時代
2021年2月24日に金銭とのトレードで、ピッツバーグ・パイレーツへ移籍した。シーズン開幕後の4月22日にトッド・フレイジャーをアクティブ・ロースターに加えるチーム事情からDFAとなり、28日にマイナー契約となった。

## 詳細情報

### 年度別打撃成績
| 年 度    | 球 団    | 試 合 | 打 席 | 打 数 | 得 点 | 安 打 | 二 塁 打 | 三 塁 打 | 本 塁 打 | 塁 打 | 打 点 | 盗 塁 | 盗 塁 死 | 犠 打 | 犠 飛 | 四 球 | 敬 遠 | 死 球 | 三 振 | 併 殺 打 | 打 率 | 出 塁 率 | 長 打 率 | O P S |
| -------- | -------- | ----- | ----- | ----- | ----- | ----- | -------- | -------- | -------- | ----- | ----- | ----- | -------- | ----- | ----- | ----- | ----- | ----- | ----- | -------- | ----- | -------- | -------- | ----- |
| 2017     | NYY      | 1     | 0     | 0     | 0     | 0     | 0        | 0        | 0        | 0     | 0     | 0     | 0        | 0     | 0     | 0     | 0     | 0     | 0     | 0        | ----  | ----     | ----     | ----  |
| 2018     | OAK      | 69    | 203   | 192   | 19    | 43    | 3        | 2        | 6        | 68    | 23    | 6     | 4        | 0     | 2     | 8     | 0     | 1     | 47    | 2        | .224  | .256     | .354     | .610  |
| 2021     | PIT      | 18    | 46    | 41    | 3     | 7     | 1        | 0        | 0        | 8     | 2     | 1     | 0        | 0     | 1     | 3     | 0     | 1     | 20    | 0        | .171  | .239     | .195     | .434  |
| MLB：3年 | MLB：3年 | 88    | 249   | 233   | 22    | 50    | 4        | 2        | 6        | 76    | 25    | 7     | 4        | 0     | 3     | 11    | 0     | 2     | 67    | 2        | .215  | .253     | .326     | .579  |

- 2021年度シーズン終了時

### 年度別守備成績
| 年 度 | 球 団 | 左翼（LF） | 左翼（LF） | 左翼（LF） | 左翼（LF） | 左翼（LF） | 左翼（LF） | 中堅（CF） | 中堅（CF） | 中堅（CF） | 中堅（CF） | 中堅（CF） | 中堅（CF） | 右翼（RF） | 右翼（RF） | 右翼（RF） | 右翼（RF） | 右翼（RF） | 右翼（RF） |
| 年 度 | 球 団 | 試 合      | 刺 殺      | 補 殺      | 失 策      | 併 殺      | 守 備 率   | 試 合      | 刺 殺      | 補 殺      | 失 策      | 併 殺      | 守 備 率   | 試 合      | 刺 殺      | 補 殺      | 失 策      | 併 殺      | 守 備 率   |
| ----- | ----- | ---------- | ---------- | ---------- | ---------- | ---------- | ---------- | ---------- | ---------- | ---------- | ---------- | ---------- | ---------- | ---------- | ---------- | ---------- | ---------- | ---------- | ---------- |
| 2017  | NYY   | -          | -          | -          | -          | -          | -          | -          | -          | -          | -          | -          | -          | 1          | 0          | 0          | 0          | 0          | .---       |
| 2018  | OAK   | 3          | 2          | 0          | 0          | 0          | 1.000      | 57         | 106        | 1          | 1          | 0          | .991       | 3          | 2          | 0          | 0          | 0          | 1.000      |
| MLB   | MLB   | 3          | 2          | 0          | 0          | 0          | 1.000      | 57         | 106        | 1          | 1          | 0          | .991       | 4          | 2          | 0          | 0          | 0          | 1.000      |

- 2020年度シーズン終了時

### 背番号
- 34（2017年）
- 11（2018年）
- 49（2021年）